# Hans Bethcke

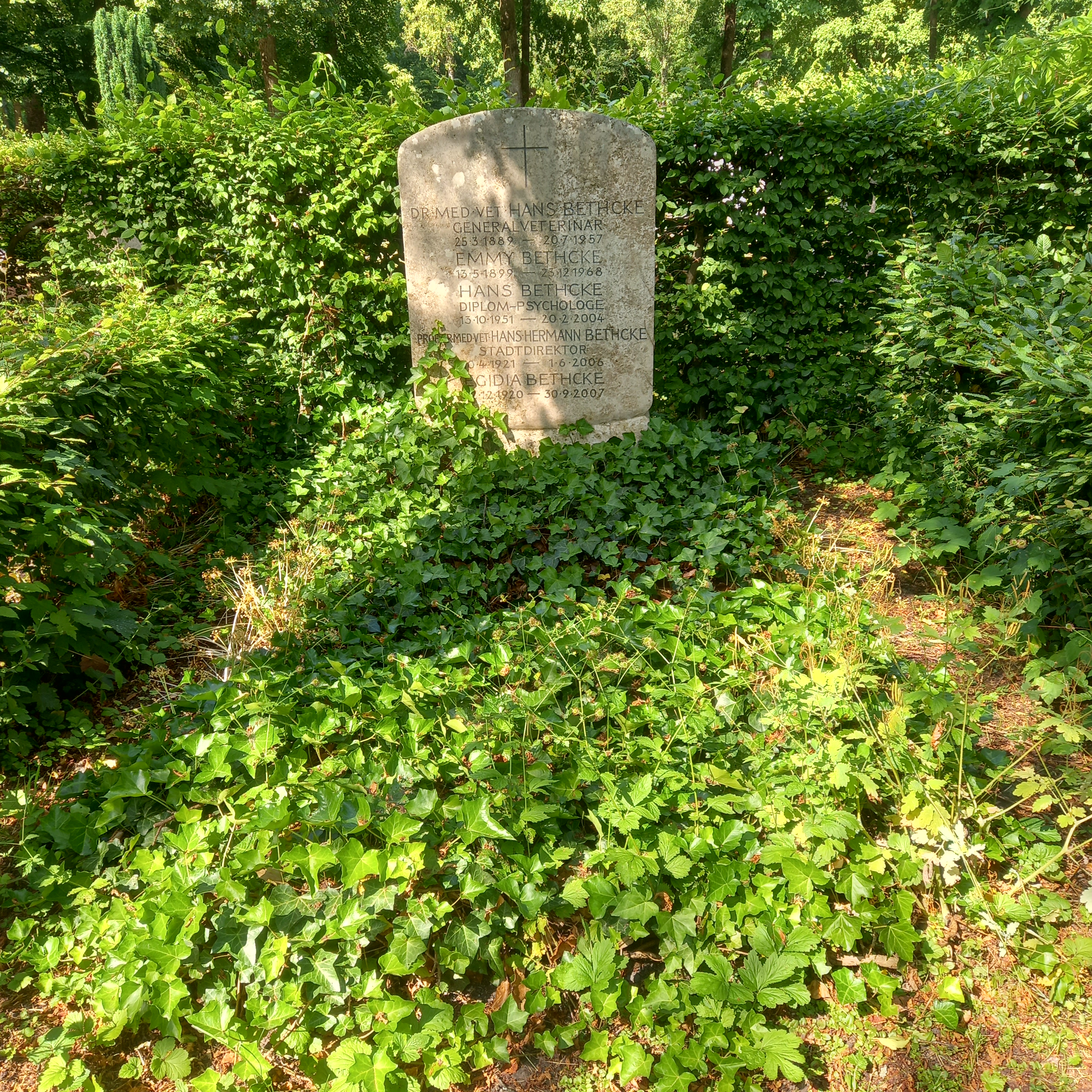
Das Grab von Hans Bethcke und seiner Ehefrau Emmy im Familiengrab auf dem Nordfriedhof (München)

Hans Martin August Ludwig Paul Bethcke (* 25. März 1889 in Ulm; † 20. Juli 1957 in München) war ein deutscher Generalveterinär der Wehrmacht.

## Leben
Hans Bethcke kämpfte im Ersten Weltkrieg und wurde am 4. Juli 1914 Veterinär. Als Veterinär im Feldartillerie-Regiment 27 erhielt er 1914 das Eiserne-Kreuz II. Klasse.
Nach dem Krieg diente er als Oberveterinär im Reichsheer der Reichswehr. 1922 kam er vom 10. Reiter-Regiment in den Stab der 3. Kavallerie-Division in Kassel. Am 1. Dezember 1922 erfolgte seine Beförderung zum Stabsveterinär. Ab 1932 war er als Stabsveterinär und als Oberstabsveterinär (Beförderung am 1. Juli 1932) bei der 6. Fahr-Abteilung. Am 1. März 1936 wurde er Oberfeldveterinär.
1938 wurde er Divisions-Veterinär der 7. Infanterie-Division und am 1939 Korpsveterinär des Höheren Kommandos z.b.V. XXXVII. Er wurde am 1. April 1940 zum Oberstveterinär befördert. Am 15. Dezember 1940 kam er zur Quartiermeister-Abteilung München. Anschließend war er Korpsveterinär des XXVIII. Armeekorps und dann in gleichen Funktion beim XXX. Armeekorps. Er wurde später in die Veterinär-Ersatz-Abteilung 7 versetzt und wurde dann Korpsveterinär des XXIII. Armeekorps. Zu Kriegsende war er Armeeveterinär der 16. Armee. Ab 1. Januar 1944 war er Generalveterinär.
Im Mai 1945 kam er im Kurland in sowjetische Kriegsgefangenschaft, aus welcher er im Oktober 1953 entlassen wurde.

## Schriften (Auswahl)
- Über Anwendung von Chinosol und Ortizonwundstiften im Bewegungskriege bei einem Kavallerie-Regiment, In: Zeitschrift für Veterinärkunde, 5. Heft, 1917.
- Vergleichende Untersuchungen an Frettchen und Iltissen. In: Zoologische Jahrbücher 36, 1919, S. 589–620.